# Bellegy (ruisseau)
ruisseau des Portes
Le Bellegy, ou ruisseau des Portes, est un ruisseau français du département de la Creuse, en région Nouvelle-Aquitaine, affluent de la Tardes et sous-affluent de la Loire par le Cher.

## Toponymie
Le Bellegy porte le nom d'un lieu-dit de la commune de Saint-Domet, situé deux kilomètres au sud-est du centre-bourg, et le ruisseau des Portes fait référence au lieu-dit les Portes, sur la commune de Mainsat , deux kilomètres et demi au sud du bourg,

## Géographie
Pour le Sandre, le Bellegy est un seul cours d'eau qui, sur les cartes du Géoportail, porte également le nom de « ruisseau des Portes » dans sa partie amont.
Selon le Sandre, le ruisseau des Portes prend sa source dans le département de la Creuse vers 641 mètres d'altitude, sur la commune de Bussière-Nouvelle, au nord-est du lieu-dit Grolière et prend la direction du sud.
Après 500 mètres, il forme un étang d'un hectare et demi et oblique vers l'ouest. 250 mètres plus loin, il est retenu à l'Étang du Bois de la Forêt, un plan d'eau de plus de cinq hectares. Vers le village des Portes, il forme deux étangs successifs ; dans le premier, il reçoit en rive gauche son principal affluent, le Ronzeau et au sortir du second étang, il est franchi par le GR 46. Près de Redonfaud, il est grossi en rive gauche par le ruisseau du Faud. Il passe sous la route départementale (RD) 38 à Courtitarat. Prenant la direction du nord-ouest, il se nomme alors Bellegy et sert de limite naturelle en trois tronçons sur près de deux kilomètres entre Champagnat à l'ouest et Mainsat, La Serre-Bussière-Vieille et Saint-Domet à l'est, passant sous la RD 19 puis au lieu-dit le Moulin de Bellegy. Sur son dernier kilomètre, il sert à nouveau de limite entre Champagnat et Saint-Domet.
Il se jette dans la Tardes en rive droite, en limite des communes de Champagnat et de Saint-Domet, à 437 mètres d'altitude, au sud-ouest du lieu-dit Chez Chavet.
S'écoulant globalement d'est en ouest, l'ensemble ruisseau des Portes- Bellegy est long de 12,02 km. Avec un dénivelé de 204 mètres, sa pente moyenne s'établit à 16,97 mètres par kilomètre.

### Communes et département traversés
Le Bellegy arrose six communes de l'arrondissement d'Aubusson dans le département de la Creuse, soit d'amont vers l'aval : Bussière-Nouvelle (source), Mainsat, Lupersat, La Serre-Bussière-Vieille, Champagnat (confluence avec la Tardes) et Saint-Domet (confluence avec la Tardes).

### Affluents et nombre de Strahler
Parmi les neuf affluents répertoriés par le Sandre deux — tous deux en rive gauche — dépassent les deux kilomètres de longueur : le Ronzeau, 3,74 km et le ruisseau du Faud, 2,49 km.
Le ruisseau du Faud ayant un affluent et un sous-affluent, le nombre de Strahler du Bellegy est donc de quatre.

### Bassin versant
Son bassin versant fait partie de la zone hydrographique : « La Tardes du ruisseau du Roudeau (non compris) au ruisseau de la Valette (non compris) », au sein du bassin DCE beaucoup plus étendu « La Loire, les cours d'eau côtiers vendéens et bretons ». Si pour le Sandre, ce bassin versant semble limité aux six communes arrosées par le cours d'eau, le Géoportail indique deux affluents du ruisseau des Portes, l'un au nord de l'étang du Bois de la Forêt, l'autre au nord du lieu-dit la Forêt, qui prennent leur source sur la commune d'Arfeuille-Châtain, passant à l'est et à l'ouest du lieu-dit la Genëte.

## Galerie

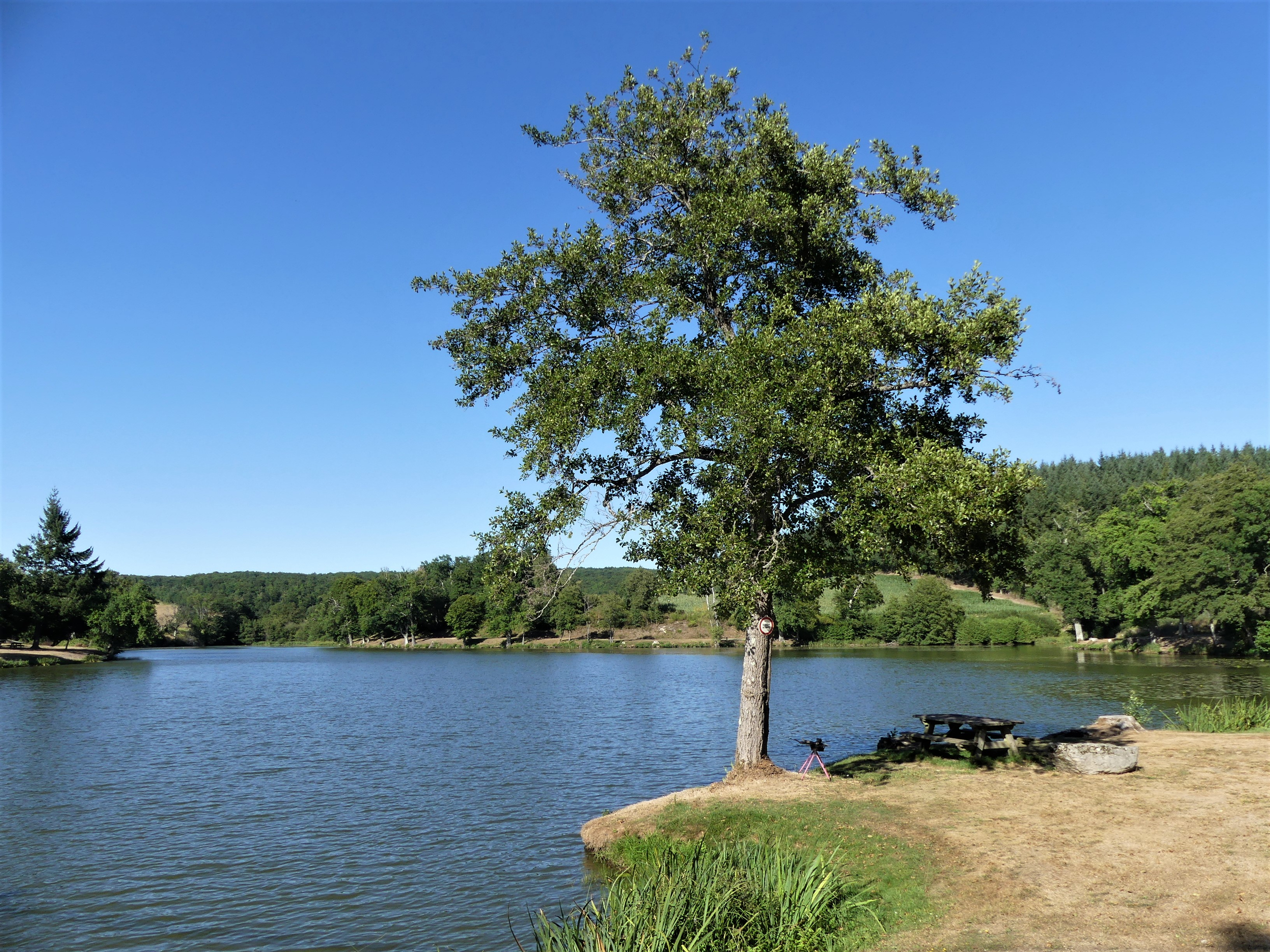
L'étang oriental près du village des Portes..
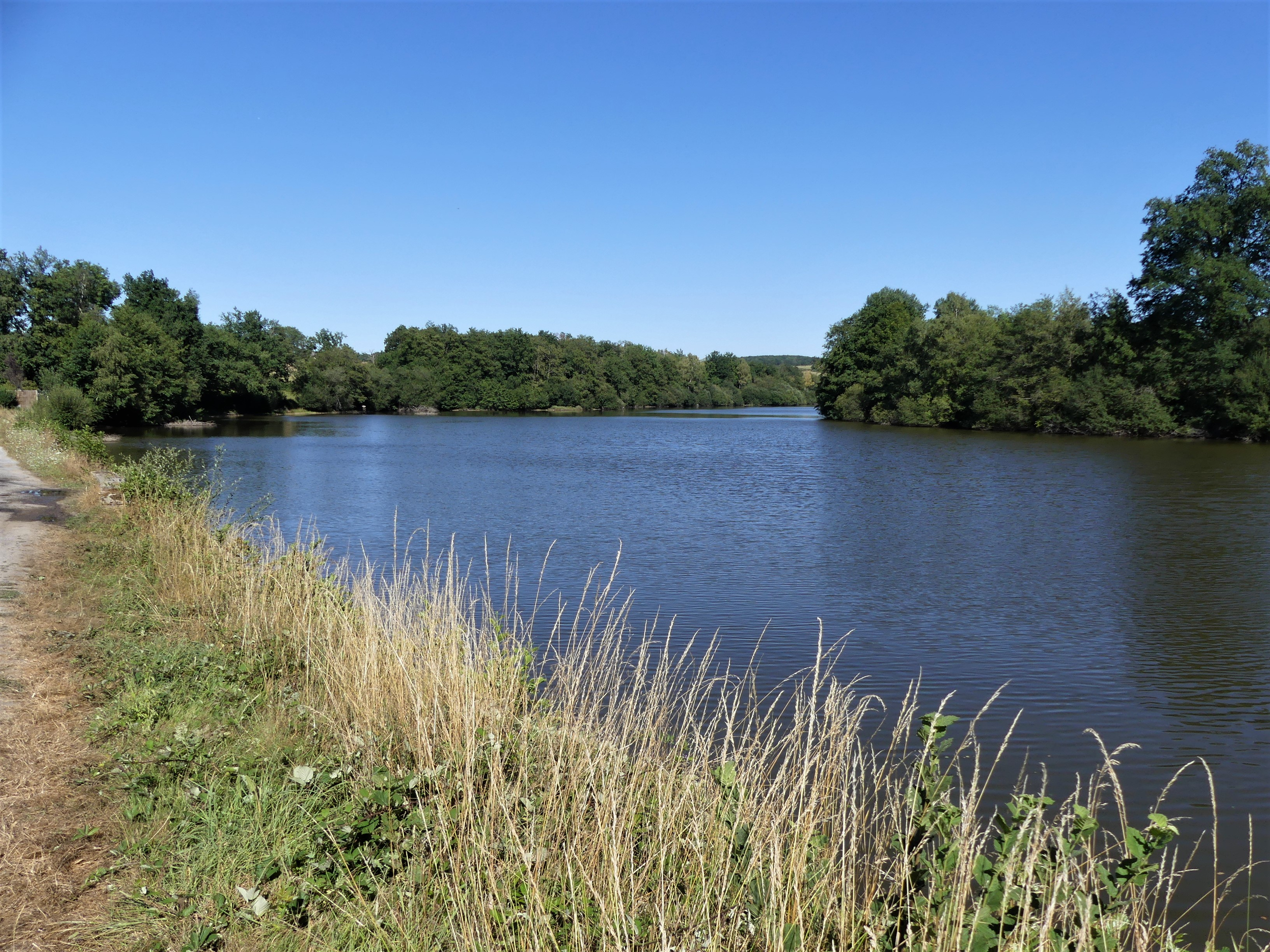
L'étang du Bois de la Forêt à Mainsat. La zone boisée à gauche est sur la commune d'Arfeuille-Châtain.
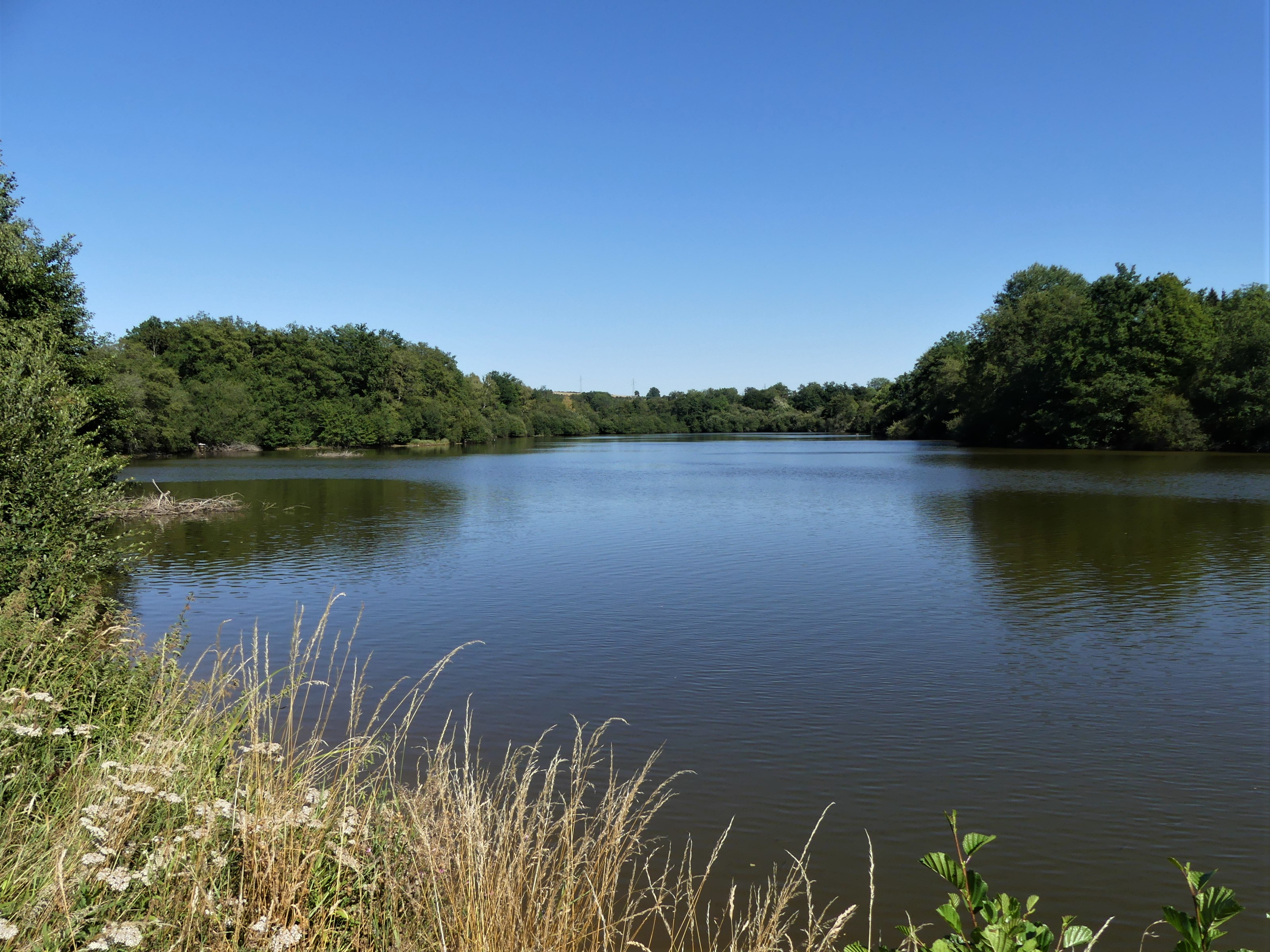
Idem. Au fond, communes d'Arfeuille-Châtain à gauche et de Bussière-Nouvelle à droite.